# Gianni Rodari
Gianni Rodari (ur. 23 października 1920 w Omegna, Novara, Piemont, zm. 14 kwietnia 1980 w Rzymie) – włoski pisarz, najpopularniejszy w II połowie XX wieku we Włoszech autor piszący dla dzieci, uznany za mistrza tego gatunku. Pisał wiersze oraz bajki prozą. Publikował również prace teoretyczne na temat literatury dla dzieci (Grammatica della fantasia) oraz wychowania dzieci. Twórca znany w wielu krajach, wiele pozycji tego autora wydano również w Polsce.
W młodości pracował jako nauczyciel, następnie dziennikarz lewicowego czasopisma dla dzieci "Pionier". Był aktywnym członkiem Włoskiej Partii Komunistycznej, dzięki czemu jego książki były wydawane w krajach komunistycznych. Wpływ ideologii był silnie wyczuwalny jeszcze w pierwszych wierszach dla dzieci. Twórczością dla dzieci zajął się w wieku 30 lat. Jej adresatami były dzieci z nizin społecznych, dla których zrewolucjonizował dotychczasowy przesłodzony, zmanierowany i nienaturalny język włoskiej poezji dziecięcej, na rzecz języka bliskiego i bezpośredniego małemu odbiorcy. W tematyce swoich utworów odwoływał się do tematów bliskich odbiorcy, często dotyczących jego życia codziennego. Niemniej jednak jego poezja i bajki przesycone są również olbrzymim ładunkiem fantastyki, równie bliskiej dzieciom. Był autorem równie wysoko cenionym przez dzieci jak i rodziców, wychowawców, a także krytykę literacką. Za jego literackich spadkobierców uznaje się dziś Biancę Pitzorno oraz Roberta Piuminiego.
Jest laureatem wielu nagród, w tym tzw. Małego Nobla - Medalu im. H. Ch. Andersena przyznanego przez IBBY w 1970.

## Wybrane dzieła
- 1951 - Il Romanzo di Cipollino (“Opowieść o Cebulku”, pierwsze polskie wydane 1954)[2]
- 1954 - Il viaggio della Freccia Azzurra ("Podróż błękitnej strzały", pierwsze polskie wydanie 1955)
- 1958 - Gelsomino nel paese dei bugiardi (“Gelsomino w krainie kłamczuchów", pierwsze polskie wydanie 1962, przeł. Hanna Ożogowska, ilustr. J. M. Szancer)
- 1960 - Favole al telefono (“Bajki przez telefon”, 1967)
- 1966 - La torta in cielo (“Tort na niebie”, pierwsze polskie wydanie 2005)
- 1973 - Grammatica della fantasia
- 1978 - C'era due volte il barone Lamberto ovvero I misteri dell’isola di San Giulio ("Był sobie dwa razy baron Lamberto czyli Tajemnice wyspy San Giulio", pierwsze polskie wydanie 2004)
- 1978 - La gondola fantasma ("Gondola widmo", pierwsze polskie wydanie 2005)